# Instituut voor Milieu en Duurzaamheid
Het Instituut voor Milieu en Duurzaamheid (Institute for Environment and Sustainability, IES) was een gespecialiseerd instituut van het Joint Research Centre (Gemeenschappelijk Onderzoekscentrum), een directoraat van de Europese Commissie, gevestigd in Ispra, Italië. Het instituut bood wetenschappelijke en technische ondersteuning voor het EU-beleid ter bescherming van het milieu en voor een duurzame ontwikkeling in Europa. Het onderzoek naar bodem, water en atmosfeer bevorderde een duurzaam beheer van waterbronnen en een goede ecologische kwaliteit van oppervlaktewater.
Het Joint Research Centre onderging een grote reorganisatie in 2016, waarbij het werk van de wetenschappelijke instituten werd herverdeeld onder wetenschappelijke directoraten.